# منتخب السنغال لكأس فيد
منتخب السنغال لكأس فيد هو ممثل السنغال الرسمي في كرة المضرب في كأس فيد
.